# Nisbita
La nisbita és un mineral de la classe dels sulfurs, que pertany al grup de la löllingita. Rep el nom en al·lusió a la seva composició, estant formada per níquel (Ni) i antimoni (Sb).

## Característiques
La nisbita és un sulfur de fórmula química NiSb₂. Cristal·litza en el sistema ortoròmbic. La seva duresa a l'escala de Mohs és 5.
Segons la classificació de Nickel-Strunz, la nisbita pertany a «02.EA: Sulfurs metàl·lics, M:S = 1:2, amb Fe, Co, Ni, PGE, etc.» juntament amb els següents minerals: aurostibita, bambollaïta, cattierita, erlichmanita, fukuchilita, geversita, hauerita, insizwaïta, krutaïta, laurita, penroseïta, pirita, sperrylita, trogtalita, vaesita, villamaninita, dzharkenita, gaotaiïta, al·loclasita, costibita, ferroselita, frohbergita, glaucodot, kullerudita, marcassita, mattagamita, paracostibita, pararammelsbergita, oenita, anduoïta, clinosafflorita, löllingita, omeiïta, paxita, rammelsbergita, safflorita, seinäjokita, arsenopirita, gudmundita, osarsita, ruarsita, cobaltita, gersdorffita, hol·lingworthita, irarsita, jol·liffeïta, krutovita, maslovita, michenerita, padmaïta, platarsita, testibiopal·ladita, tolovkita, ullmannita, wil·lyamita, changchengita, mayingita, hollingsworthita, kalungaïta, milotaïta, urvantsevita i reniïta.

## Formació i jaciments
Va ser descoberta a la mina de Coure Trout Bay, al municipi de Mulcahy, dins el districte de Kenora (Ontario, Canadà). També ha estat descrita en una altra mina canadenca, a la província de Terranova i Labrador, així com a Finlàndia, Alemanya, Noruega, Suècia, Rússia, el Kazakhstan, l'Índia i la República Popular de la Xina.